# RNF7
La proteína RING-box 2 es una proteína que en humanos está codificada por el gen RNF7 .
La proteína codificada por este gen es una proteína del dedo anular altamente conservada. Es una subunidad esencial de las ubiquitina ligasas de proteína de caja SKP1-cullin / CDC53-F, que son parte de la maquinaria de degradación de proteínas importante para la progresión del ciclo celular y la transducción de señales. Esta proteína interactúa y es un sustrato de la caseína quinasa II (CSNK2A1 / CKII). Se ha demostrado que la fosforilación de esta proteína por CSNK2A1 promueve la degradación de IkappaBalpha (CHUK / IKK-alfa / IKBKA) y p27Kip1 (CDKN1B). Alternativamente, se han informado variantes de transcripciones empalmadas que codifican distintas isoformas.

## Interacciones
Se ha demostrado que RNF7 interactúa con CSNK2B .